# Racine sémitique
Pour les articles homonymes, voir Racine.

Dans les langues sémitiques, telles que l'arabe et l'hébreu, la racine est une unité abstraite minimale composée exclusivement de consonnes. On ne la rencontre jamais telle quelle, mais on peut déduire sa forme par « l'analyse morphologique de familles de mots apparentés ». On ne peut donc la prononcer si elle n'est pas coulée dans un modèle appelé « schème » (on parle parfois de « thème »), lequel ajoute une suite de consonnes et / ou de voyelles aux lettres de la racine. C'est ce que souligne l'islamologue Louis Massignon :  
« En sémitique, les consonnes sont fondamentalement distinctes des voyelles, et la langue arabe est la seule à avoir conservé intact le système sémitique primitif (28 consonnes sur 29). Les consonnes sont le squelette impersonnel (et imprononçable) de l'idée (c'est pourquoi on les écrit obligatoirement à l'encre noire). Tandis que les voyelles, seulement, peuvent personnaliser et vivifier ce squelette muet (c'est pourquoi on les note facultativement, pour aider le récitant, au-dessus ou au-dessous du texte proprement dit, à l'encre rouge, le rouge étant traditionnellement le signe du sang, donc de l'Esprit de Vie, donc de la Voix. »
La racine est le plus souvent trilittère, c'est-à-dire composée de trois consonnes. C'est là un usage dominant dans les abjads sémitiques, lesquels d'ailleurs n'écrivent en principe pas les voyelles. Plus rarement, les langues sémitiques présentent des racines à deux (bilittères) ou quatre (quadrilittères) consonnes. 
En principe, la racine n'est ni verbale, ni nominale. Il faut qu'elle soit incorporée dans un schème verbal ou nominal pour devenir un verbe ou un nom. Les schèmes permettent de dériver les différents éléments de la langue : verbes, substantifs, adjectifs, adverbes... 
Par ailleurs, une racine représente une notion définie, et tant qu'elle n'a pas reçu un habillage de voyelles et de consonnes, elle est imprononçable.

## Arabe: exemple de dérivations
Par exemple, en  arabe, avec la racine k-t-b (ك-ت-ب) « écrire », on peut former des mots par intercalation de voyelles, et ajout de consonnes de suffixes et/ou d'affixes.
Dans les exemples qui suivent, C = consonne ; le nombre en indice précisant la place de la consonne dans la racine, et les autres lettres étant les éléments du schème qui sont ajoutés ; dans la transcription, les consonnes de la racine sont en majuscules, les autres lettres en minuscules étant les consonnes et/ou voyelles ajoutées. Les traits d'union dans la transcription phonétique indiquent la séparation en syllabes.
| Dérivés verbaux (fléchis, avec suffixe et/ou préfixe) | Dérivés verbaux (fléchis, avec suffixe et/ou préfixe) | Dérivés verbaux (fléchis, avec suffixe et/ou préfixe) | Dérivés verbaux (fléchis, avec suffixe et/ou préfixe) |
| ----------------------------------------------------- | ----------------------------------------------------- | ----------------------------------------------------- | ----------------------------------------------------- |
| Ka-Ta-Ba                                              | كتب                                                   | C1a-C2a-C3a                                           | il a écrit                                            |
| ʼi-Kta-Ta-Ba                                          | اكتتب                                                 | 'iC1-ta-C2a-C3a                                       | il a copié                                            |
| yaK-Tu-Bu                                             | يكتب                                                  | yaC1-C2u-C3u                                          | il écrit                                              |
| Dérivés nominaux                                      |                                                       |                                                       |                                                       |
| Ki-TāB                                                | كتاب                                                  | C1i-C2ā-C3                                            | livre                                                 |
| Kā-TiB                                                | ﻛﺎتب                                                  | C1ā-C2i-C3                                            | écrivain                                              |
| maK-Ta-Ba-h                                           | مكتبة                                                 | maC1-C2a-C3ah                                         | bibliothèque                                          |
| miK-TāB                                               | مكتاب                                                 | miC1-C2ā-C3                                           | machine à écrire                                      |
| Ki-Tā-Bah                                             | كتابة                                                 | C1i-C2ā-C3ah                                          | écriture                                              |

## Hébreu: exemple de dérivations
En hébreu, sur la racine k-t-v (כתב) signifiant, comme en arabe, « écrire », on peut former les éléments suivants : 
| Verbes (donnés à l'infinitif) | Verbes (donnés à l'infinitif) | Verbes (donnés à l'infinitif) |
| ----------------------------- | ----------------------------- | ----------------------------- |
| likhtov                       | לכתוב                         | écrire                        |
| lehikatev                     | להכתב                         | être écrit                    |
| lehakhtiv                     | להכתיב                        | dicter                        |
| lehitkatev                    | להתכתב                        | correspondre (avec quelqu'un) |
| Noms                          |                               |                               |
| kotev                         | כותב                          | celui qui écrit               |
| ktivah                        | כתיבה                         | écriture                      |
| mikhtav                       | מכתב                          | lettre                        |
| ktovet                        | כתובת                         | adresse                       |
| ktav                          | כתב                           | écrit                         |

Ces deux exemples de dérivations illustrent en outre la correspondance qui existe entre certaines racines arabes et hébraïques.

## Codification en hébreu
Les anciens grammairiens juifs ont adopté une nomenclature particulière pour décrire les racines trilittères. Ils ont pris pour base, conventionnellement, le verbe פעל (pa'al), qui signifie « faire », « fabriquer ». La première lettre de ce verbe est un פ (pé) ; la deuxième, un ע (ayin) ; la troisième, un ל (lamed). Ce sont ces trois lettres qui servent à « nommer » celles des autres verbes.
Les grammairiens arabes utilisent exactement le même procédé, en utilisant pour leur part les consonnes fâ' - ‘ayn - lâm (ف ع ل),  qui constituent par ailleurs une racine réelle exprimant l'idée de faire. 
Selon cette convention, en hébreu, la première lettre de n'importe quelle racine trilitère est désignée par la lettre « pé ». Ensuite on indique la véritable première lettre de la racine. Par exemple, une racine dont la première lettre est un aleph s'appelle un « pé-aleph ». Une racine dont la première lettre est un noun s'appelle un « pé-noun ». Et ainsi de suite.
Suivant le même principe, la deuxième lettre d'une racine trilittère se nomme « ayin ». Par exemple, une racine dont la deuxième lettre est un samekh s'appellera donc un « ayin-samekh ».
La troisième lettre d'une racine trilittère se nomme « lamed ». Par exemple, une racine dont la troisième lettre est un bet s'appellera donc un « lamed-bet ».
Le verbe כתב (katab, qui signifie « écrire ») se compose des trois lettres kaf, tav et bet. C'est donc un « pé-kaf », un « ayin-tav » et un « lamed-bet ». Le verbe עמד (amad, qui signifie « être debout ») se compose des trois lettres ayin, mem et dalet. C'est donc un « pé-ayin », un « ayin-mem » et un « lamed-dalet ».
Cette codification a pour but de simplifier la désignation des différents types de verbes trilittères. En effet, la langue hébraïque ne possède pas à proprement parler de types de conjugaison différents : la conjugaison est identique pour tous les verbes (à de rares exceptions près comme le verbe « être ») mais elle diffère selon d'éventuelles mutations consonantiques. On relève ainsi un certain nombre de verbes particuliers : ceux à « pé » guttural, à « ayin » guttural ou à « lamed » guttural, les « pé-noun », les « ayin-ayin », les « pé-yud », les « ayin-waw », les « lamed-aleph », les « lamed-hé », etc.